# Francisco Mangado
Francisco Mangado Beloqui, detto Patxi (Estella, 23 ottobre 1957), è un architetto spagnolo di origine basca.
Nato nel 1957 ad Estella, un piccolo borgo vicino a Pamplona, si laurea alla Escuela Superior de Arquitectura della Universidad de Navarra. Il governo spagnolo gli assegna il Premio de terminación de estudios de Arquitectura.
Nel giugno 2008 promuove la Fundación Arquitectura y Sociedad.

## Opere
- Ristrutturazione de la Plaza de los Fueros de Estella
- Piazza Carlo III di Navarra, Olite
- Club deportivo di Zuasti (Navarra)
- Palazzo dei Congressi e Auditorio della Navarra, Pamplona
- Piazza Salvador Dalí, Madrid
- Estadio Nueva Balastera, (Palencia)
- Piazza Pey Berland, Burdeos (Francia)
- Padiglione Spagna all'Expo 2008
- Museo Archeologico di Vitoria
- Centro Municipale delle Esposizioni e dei Congressi di Avila
- Centro culturale e chiesa, Thiene (Italia)
- Palazzo dei Congressi di Palma di Maiorca
- Museo delle Belle Arti delle Asturie, Oviedo.